# Suwon-World-Cup-Stadion
Das Suwon-World-Cup-Stadion, auch Big Bird Stadium genannt, ist ein Fußballstadion in der südkoreanischen Stadt Suwon in der Provinz Gyeonggi-do. Seit 2001 ist es die Heimstätte der Suwon Samsung Bluewings, einem Franchise der K League Classic, der höchsten Fußball-Liga Südkoreas.

## Geschichte
Das Stadion wurde eigens für die Fußball-Weltmeisterschaft 2002 erbaut. Schon ein Jahr vor der Weltmeisterschaft war es einer von drei südkoreanischen Spielorten des Konföderationen-Pokals 2001. Die 230 Mio. US-Dollar teure Sportstätte wurde nach dem Baubeginn am 15. November 1996 am 13. Mai 2001 eröffnet. Es bietet gegenwärtig 43.288 Plätze, wovon 208 behindertengerechte Plätze, 907 V.I.P.-Plätze und 1.312 Plätze für die Presse sind. Den Beinamen „Big Bird“ erhielt der Stadionbau wegen der Dachkonstruktion der Gegengeraden, das an die Flügel eines Vogels erinnert. Es ist das einzige Stadion in Südkorea, welches mit Hilfe freiwilliger Spenden der Bürger gebaut wurde. Die Namen und Adressen der Spender sind auf den Rückseiten der Sitze eingraviert. 2017 wurde die Spielstätte für Partien der U-20-Fußball-Weltmeisterschaft genutzt.

## Galerie

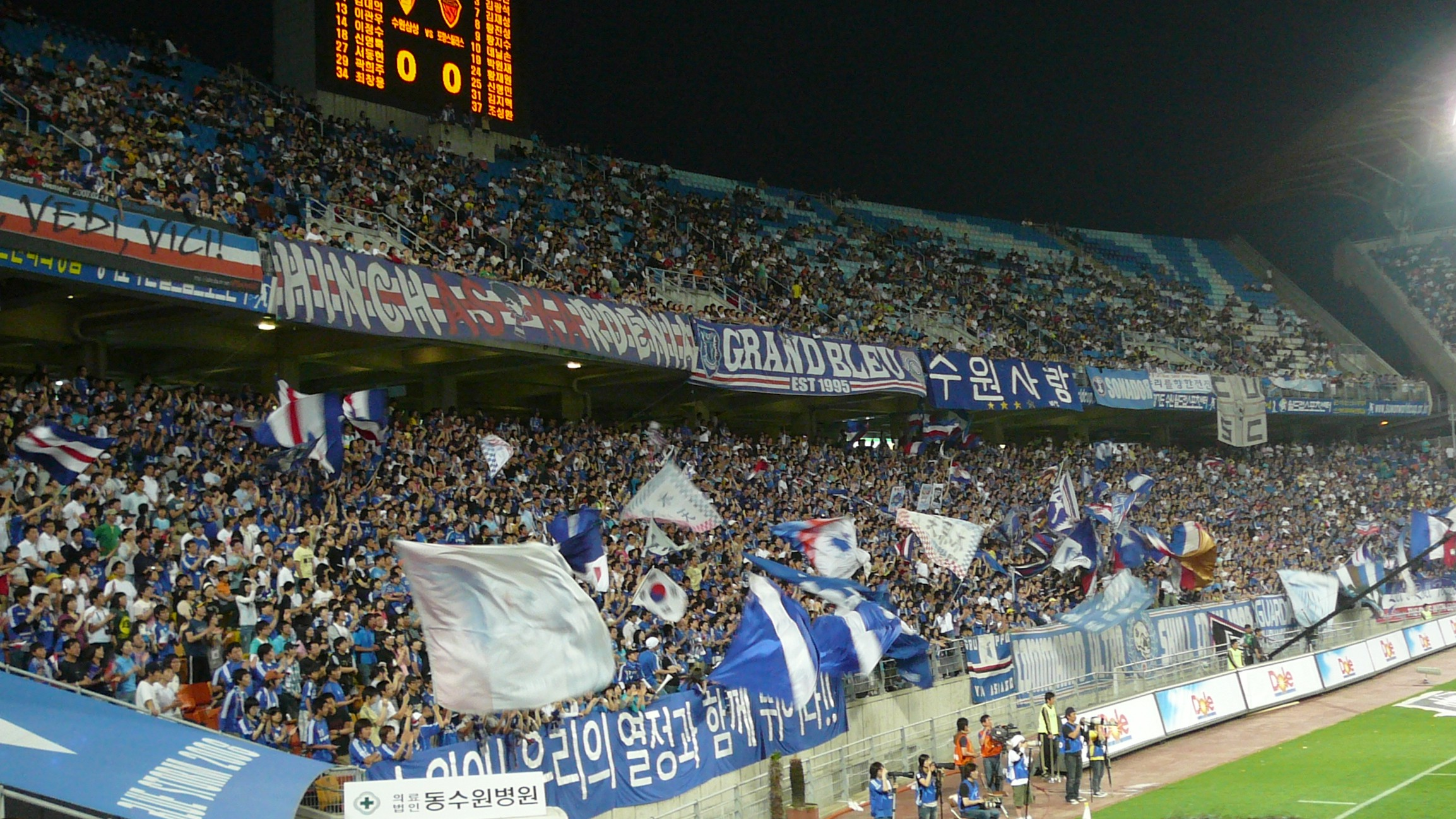
Sicht auf den Suwon-Ultras Block
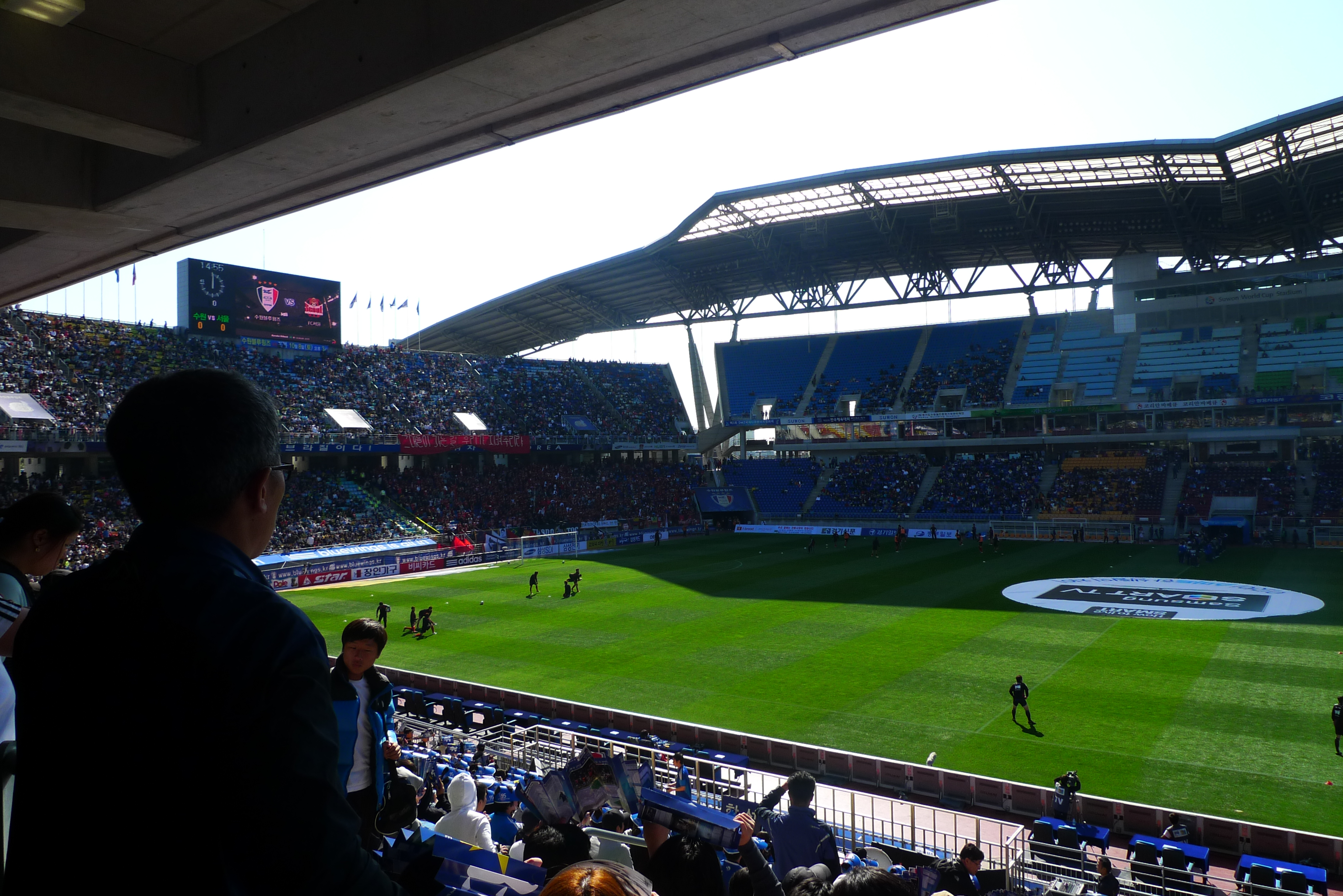
Blick von der Haupttribüne nach links
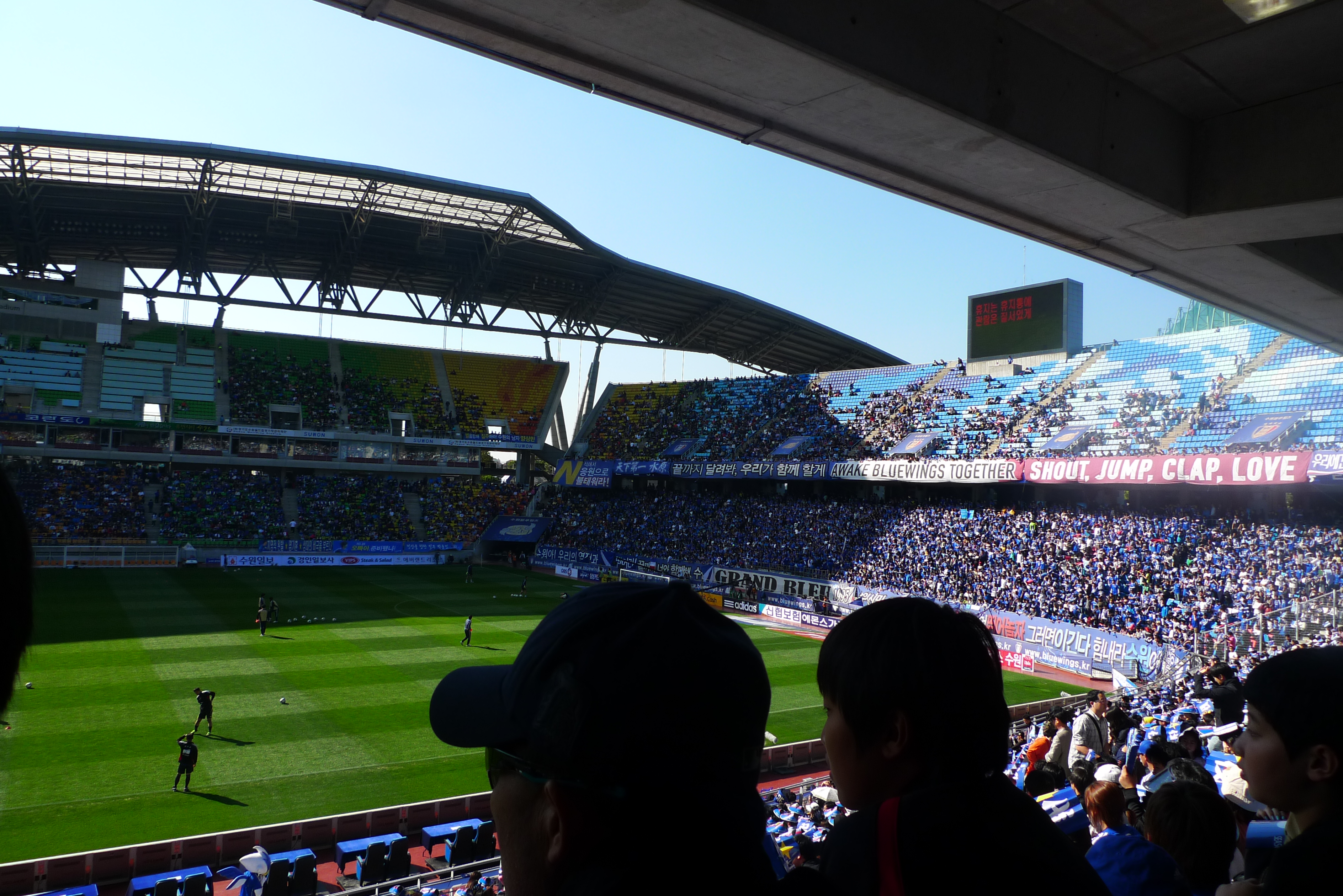
Blick von der Haupttribüne nach rechts

## Spiele des Konföderationen-Pokals 2001 in Suwon

### Gruppenspiele
- 30. Mai 2001:  Mexiko –  Australien 0:2 (0:1)
- 3. Juni 2001:  Südkorea –  Australien 1:0 (1:0)

### Halbfinale
- 7. Juni 2001:  Frankreich –  Brasilien 2:1 (1:1)

## Spiele der WM 2002 in Suwon

### Gruppenspiele
- 5. Juni 2002:  Vereinigte Staaten –  Portugal 3:2 (3:1)
- 11. Juni 2002:  Senegal –  Uruguay 3:3 (3:0)
- 13. Juni 2002:  Costa Rica –  Brasilien 2:5 (1:3)

### Achtelfinale
- 16. Juni 2002:  Spanien –  Irland 1:1 n. V. (1:1, 1:0), 3:2 i. E.